# Liu Shiying
Liu Shiying (chinês: 刘诗颖; pinyin: Liú Shīeǐng; 24 de setembro de 1993) é uma atleta chinesa especializada em lançamento de dardo, medalha de ouro nos Jogos Olímpicos de Tokio 2020 e vice-campeã mundial em Doha 2019. Tem uma melhor marca pessoal de 67,29 metros, em 2020. Este é o actual recorde asiático. Foi a medalhista de ouro nos Campeonatos Asiáticos de Atletismo em 2015.

## Progressão por temporadas
- 2020: 67,29 m[2]
- 2018: 67,12
- 2017: 66,47
- 2016: 65,64
- 2015: 62,77
- 2014: 62,72
- 2013: 60,23
- 2012: 59,20
- 2011: 55,10
- 2010: 50,92